# Spoorlijn 38
Spoorlijn 38 is een voormalige Belgische spoorlijn in het Land van Herve die van Chênée via Fléron, Battice, Herve, Aubel en Homburg naar Plombières (Blieberg) loopt. De lijn werd in 1895 in dienst genomen. Zij diende vooral voor kolenvervoer van de mijnen in Vaux-sous-Chèvremont, Micheroux, Battice, Retinne, Xhawirs en Fléron, de veemarkt van Battice, de landbouwmarkt van Aubel en de Mijnzetel van Blieberg. Zowel personen- als vrachtvervoer werden stilgelegd in 1957. De lijn bleef voor militair vervoer open tot 1989 en werd in 1992 opgebroken. In 1997 werd het gedeelte tussen het station Homburg en de aansluiting met spoorlijn 24 door een private partij opnieuw aangelegd met de bedoeling over het 1,3 kilometer lange traject toeristentreinen te laten rijden. Tussen 2015 en 2018 werd het gedeelte door de tunnel (150 meter) gesloopt. Zowel tussen de oude tunnel van Laschet en de aansluiting met spoorlijn 24 als op het emplacement van Hombourg is de spoorlijn nog aanwezig. Tegenwoordig zijn er concrete plannen voor de reactivering van het gedeelte tussen Hombourg en Montzen voor museumdoeleinden.
Bij Homburg loopt de spoorlijn halfrond de heuvel Schaesberg en de in de Tweede Wereldoorlog opgeblazen tunnel van Laschet.

## Huidige toestand

#### RAVeL fiets - en wandelpad
Het overgrote deel van de lijn is opgebroken en is in gebruik als RAVeL-fiets- en wandelpad. In 2020 is het laatste deel hiervan verhard met beton en asfalt. Vanuit het beginpunt in Luik loopt het spoor omhoog tot het fort van Battice, dan daalt het tot iets voor Aubel, waarna het weer stijgt. Via Homburg en Blieberg voert de fietsfoute tot voorbij Gemmenich, tot de beklimming naar het Drielandenpunt. Fietsend gaat het route het makkelijkst van oost naar west. De route daalt dan voornamelijk en zeker de laatste twaalf kilometer naar Luik gaan flink omlaag.

#### Spoorweg der drie grenzen (CF3F)
Het stationsgebouw van Homburg is privé-eigendom en het terrein eromheen is eigendom van de stichting „Chemin de fer des 3 frontières (CF3F)“ "Spoorweg der drie grenzen". Op dit terrein staan nog diverse personenrijtuigen, goederenwagens en locomotieven, die gerestaureerd worden door de stichting CF3F. De doelstelling is de uitbating van een museumspoorlijn tussen Hombourg en het verderop gelegen Montzen, over een trajectlengte van 3,5 km. In de voormalige tunnel van Laschet, waar de spoorlijn en het fietspad samen doorheen zouden lopen (150 m.), zou dan een soort tramwegsysteem aangelegd worden. Hierbij worden speciale rubberen delen tussen de rails en het asfalt geplaatst, waar de fietsers makkelijk overheen kunnen fietsen. De toekomst van deze ontwikkeling is erg onzeker.

## Aansluitingen
In de volgende plaatsen is of was er een aansluiting op de volgende spoorlijnen:
Chênée
Spoorlijn 37 tussen Luik-Guillemins en Hergenrath
Y Micheroux
Spoorlijn 38B tussen Y Micheroux en Les Xhawirs
Battice
Spoorlijn 38A tussen Battice en Verviers-West
Plombières
Spoorlijn 39 tussen Welkenraedt en Botzelaer

## Verbindingsspoor
38/1: Y Homburg (lijn 38) - Hindel-Bas - Montzen (lijn 24)

## Galerij

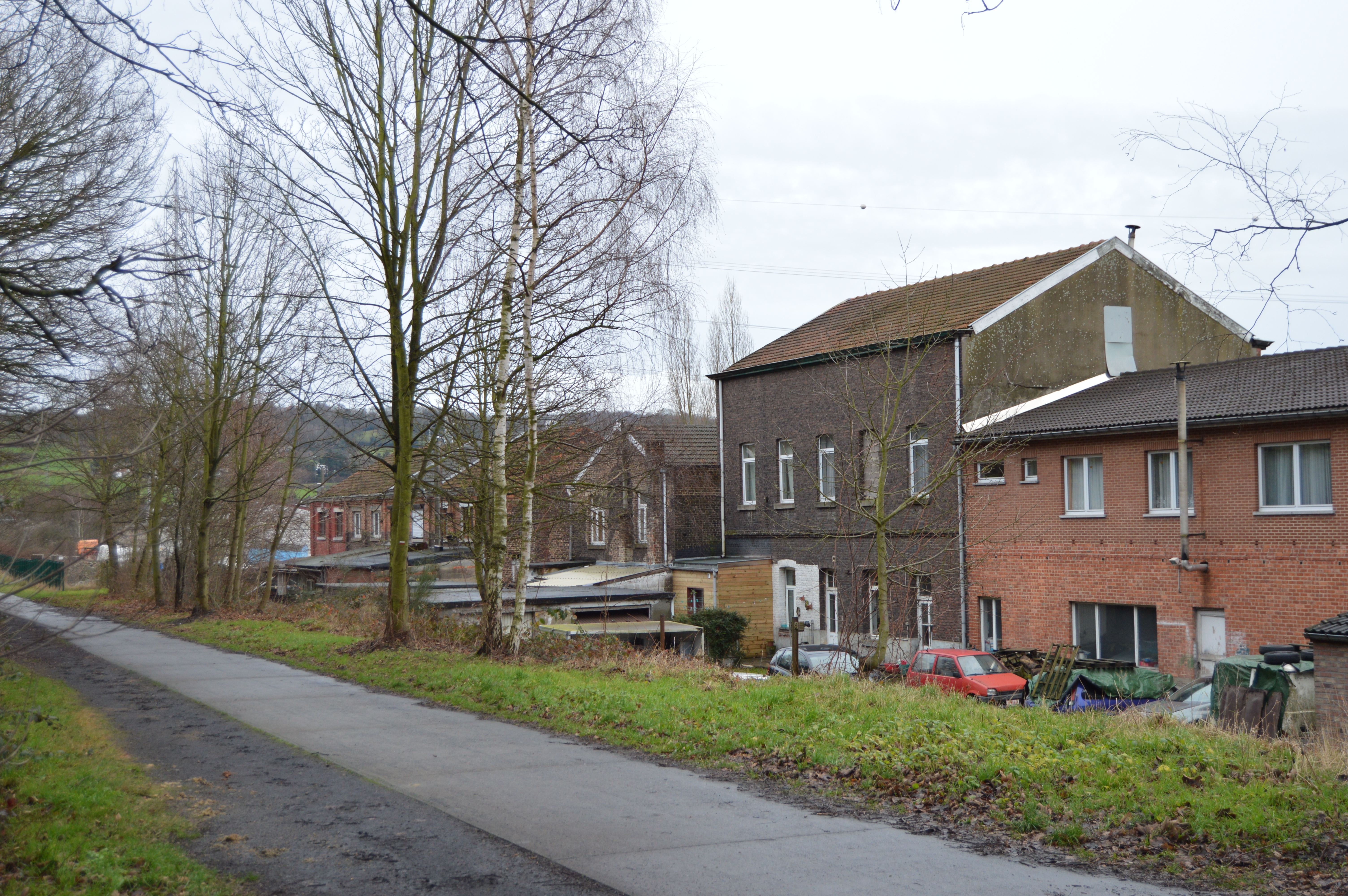
Lijn 38 bij de oude Steenkolenmijn van Basse Ransy in Vaux-sous-Chèvremont
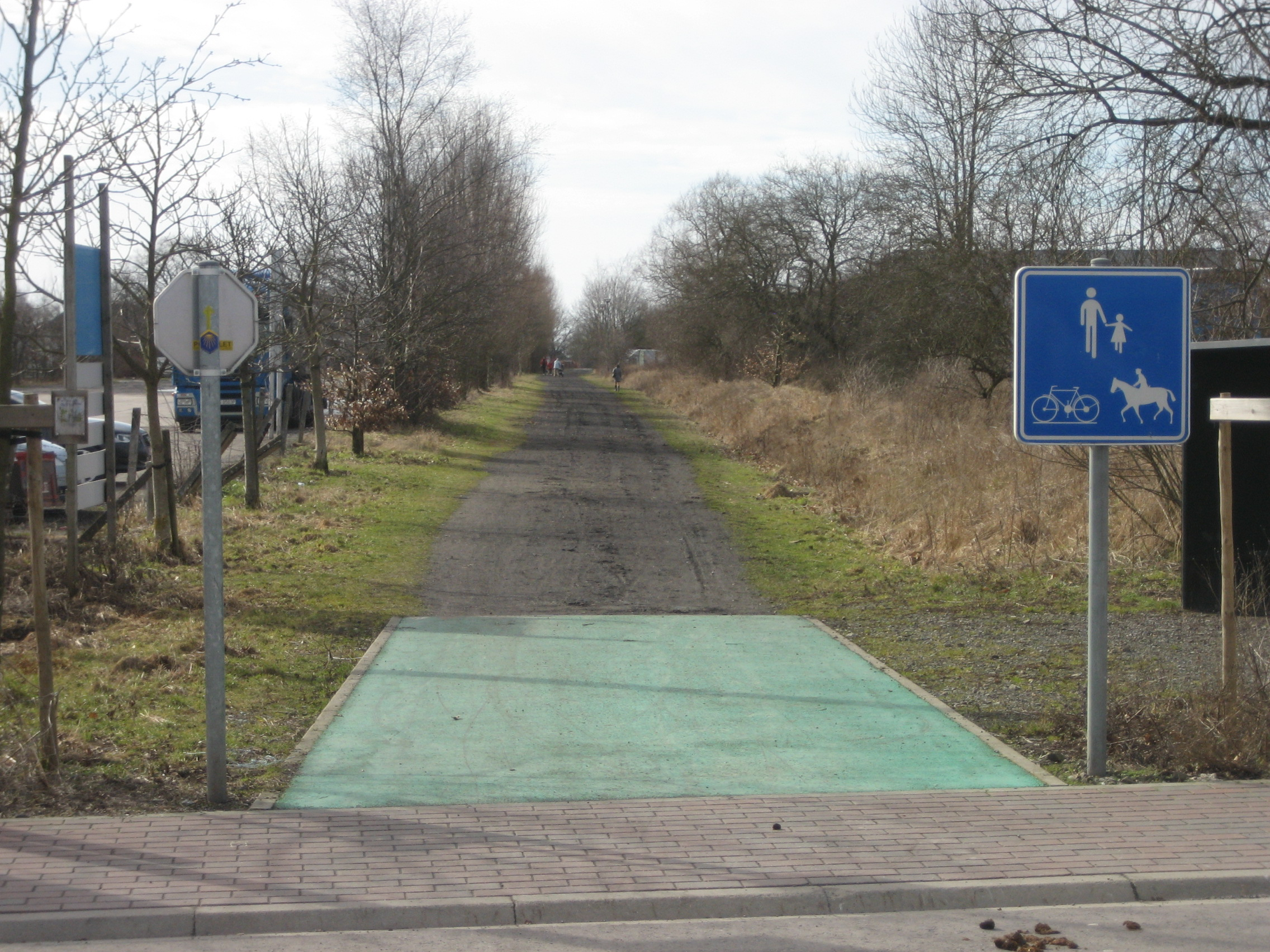
Lijn 38 bij Herve
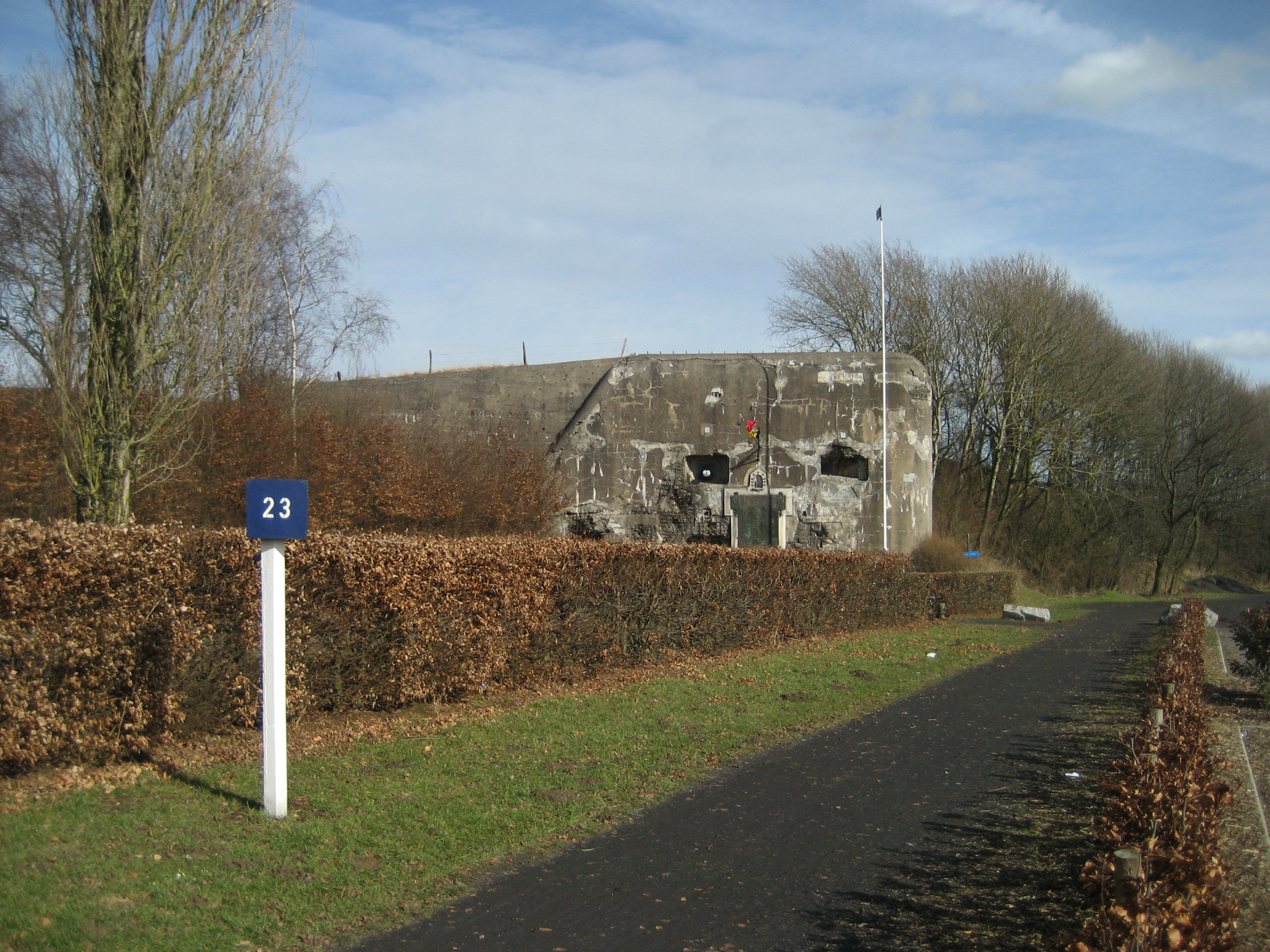
Lijn 38 bij het Fort van Battice. Kilometerpaal 23 van Infrabel / NMBS blijft nog staan langs de fietsenroute.